# Bernat Descoll
Bernat Descoll (Barcelona, 1310-1390) era lloctinent de mestre racional des del 1361 i va ser un dels principals escriptors de la Crònica de Pere el Cerimoniós sota la direcció i inspecció del mateix Pere III.
El 1371 ja participava de la redacció de la crònica però prengué més importància entre el 1375 i el 1382 escrivint la segona part de la crònica, segons indica a les cartes que es conserven. De la seva redacció destaca una minuciosa fidelitat històrica i un estil fred, clar i concís.
Descoll fou un dels principals col·laboradors del rei en la redacció de la crònica, però no l'únic. Si bé el mateix Pere III redactà bona part dels primers capítols, en les diverses etapes també hi van participar Arnau Torrelles, Ramon de Vilanova i Bernat Ramon Descavall.